# Линия фронта (фильм)
«Линия фронта» (кор. 고지전) — южнокорейский военный фильм 2011 года, посвящённый событиям перемирия 1953 года. Участвовал в конкурсе на получение премии Оскар в номинации «Лучший иностранный фильм», но не попал в итоговый список. Фильм получил четыре южнокорейские премии «Большой колокол», включая номинацию за лучший фильм.
Это третий фильм режиссёра Чан Хуна после Тайное воссоединение и Несмонтированный фильм. Актёр Ко Чхан Сок появился во всех трёх фильмах в ролях второго плана.

## Описание сюжета
Январь 1953 года. Боевые действия Корейской войны зашли в тупик. Обе стороны ведут длительные переговоры, пытаясь выкроить больше территории при разделении страны. Офицер Кан Ын Пхё, недавно переведённый в контрразведку, отправляется в роту «аллигаторов», чтобы найти предателя: командир роты был застрелен из табельного южнокорейского офицерского оружия, контрразведка перехватила несколько писем, написанных северокорейскими солдатами, адресованных их родственникам на Юге и отправленных армейской южнокорейской почтой. В этой части служит его товарищ по колледжу и бывший однополчанин Ким Су Хёк. В июне 1950 года они вместе попали в плен, но северокорейский командир Хён Чжон Юн отпустил их, заявив, что война закончится через неделю.
Рота «аллигаторов» в очередной раз захватывает высоту Эрок. Кан Ын Пхё с удивлением замечает пьяного новобранца Нам Сон Сика и находит в блиндаже группу пьянствующих солдат. Они рассказывают, что Эрок переходил из рук в руки несколько десятков раз. Однажды солдатам надоело таскать с собой продукты и сигареты, и они спрятали их в тайник. Северокорейцы нашли его, и со временем тайник превратился в импровизированный ящик для обмена: южнокорейцы оставляли там сигареты, а северокорейцы — рисовое вино и письма для родственников на Юге.
Северокорейский снайпер по прозвищу «Две секунды» пристреливает Нам Сон Сика, роте удаётся засечь его местоположение и накрыть склон артобстрелом, но снайперу удаётся ускользнуть. Кан Ын Пхё сталкивается с ним в зарослях и с удивлением узнаёт в нём одну из местных жительниц Чха Тхэ Гён. Он отпускает её с миром.
Выполняя бездарный приказ командования, рота обходит высоту Эрок и попадает под атаку неисчислимого полчища китайцев. Командир роты капитан Ю отказывается дать приказ об отступлении, лейтенант Ким Су Хёк пристреливает его и выводит роту, но сам погибает от выстрела снайпера «Две секунды».
Перемирие достигнуто, недавние противники мирно встречаются у ручья. Однако представитель командования заявляет, что до прекращения огня в полночь остаётся десять часов и до этого времени надо захватить хребет дальше высоты Эрок. В разгар кровопролитного боя американская авиация подвергает высоту ковровой бомбардировке, истребляя почти всех участников сражения. Настаёт полночь. Кан Ын Пхё поднимается в блиндаж и распивает вино с командиром северокорейцев Хён Чжон Юном. Их разговор стал последним: 

— Позволь спросить. То, что ты говорил тогда, 3 года назад: «Знаете, почему вы проиграли? Потому что не знаете, за что воюете». Ну и за что мы воюем? 
— Я знал. Я знал, за что. Но это всё так затянулось, что уже и забыл
— Сукин сын!

В этот момент по радио объявляют приказ — прекратить все боевые действия на линии фронта. Оба офицера смеются, осознавая всю бессмысленность. На рассвете Кан уходит с высоты, буквально заваленной телами убитых.

## В ролях
- Син Ха Гюн — лейтенант Кан Ын Пхё
- Го Су — лейтенант Ким Су Хёк
- Ли Дже Хун — зам. командира роты, капитан Син Ир Ён
- Ко Чхан Сок — старший сержант Ян Хё Сам
- Ким Ок Пин — Чха Тхэ Гён, северокорейский снайпер «Две секунды».
- Ю Сын Рён — Хён Джон Юн, северокорейский командир
- Ли Да Вит — новобранец Нам Сон Сик

## Награды
- «Большой колокол» (2011 год) в номинациях:

лучший фильм
Best Planning (Ли У Джон)
Best Lighting (Ким Джэ Мин)
Best Cinematography (Ким У Хён)
- Награда корейской ассоциации кинокритиков (Korean Association of Film Critics) в номинациях:

лучший фильм
лучший режиссёр (Чан Хун)
Best Screenplay (Пак Сан Ён)
лучший новый актёр (Ли Дже Хун)